# Stalen P
De stalen postrijtuigen, ook wel bekend onder de bijnaam Stalen Post of Stalen P, is een voormalige serie postrijtuigen van de Nederlandse Spoorwegen. 
Deze rijtuigen werden van 1931 tot 1964 ingezet in internationale treinen.
In 1931 werd een elftal postrijtuigen aangeschaft bij Hannoversche Waggonfabrik (Hawa) in Hannover en als de serie P 7011-7021 in dienst gesteld.
In 1942 werden vier postrijtuigen verplicht verkocht aan de Deutsche Reichsbahn. Tijdens de spoorwegstaking van 1944 waren vier rijtuigen naar Duitsland weggevoerd, waarvan er na de oorlog een rijtuig onherstelbaar beschadigd terugkeerde. 
De resterende drie postrijtuigen werden in 1951 in navolging van de nieuwe rijtuigen Plan D in de turkooise kleurstelling geschilderd.
Bij de materieelinventarisatie in 1952 werden de rijtuigen vernummerd in de aaneengesloten serie P 7901-7903.
Aan het eind van de jaren 1950 werden de rijtuigen in de dan gangbare Berlijns blauwe kleurstelling met zandgele biezen gestoken.
Met de komst van de nieuwe postrijtuigen Plan C, Plan E en Plan L met bredere deuren, raakten de oude stalen postrijtuigen met smalle deuren meer en meer in onbruik.
In 1963 werd de P 7901 afgevoerd om te worden verbouwd tot bagagewagen D 7636 ten behoeve van speciaal RIC-verkeer. Voordat deze ombouw plaatsvond verviel dit plan eind 1963 alweer, evenals een plan om het rijtuig tot ongevallenwagen 157092 om te bouwen. Het rijtuig werd definitief afgevoerd, in 1964 gevolgd door de twee andere postrijtuigen. Alle rijtuigen zijn gesloopt, geen exemplaar is bewaard gebleven.

## Overzicht
| Fabrikant | Bouwjaar | Nummer 1931 | Nummer 1952 | Afvoer | Opmerkingen                                                                                         |
| --------- | -------- | ----------- | ----------- | ------ | --------------------------------------------------------------------------------------------------- |
| Hawa      | 1931     | P 7011      |             | 1944   | Weggevoerd naar Duitsland, in 1952 als vermist opgegeven. DRP 7011 Bln                              |
| Hawa      | 1931     | P 7012      | P 7901      | 1963   | |
| Hawa      | 1931     | P 7013      |             | 1944   | Weggevoerd naar Duitsland, na terugkomst afgevoerd                                                  |
| Hawa      | 1931     | P 7014      |             | 1942   | Verkocht aan Deutsche Reichsbahn. DRP 7014 Bln, 969                                                 |
| Hawa      | 1931     | P 7015      |             | 1944   | Weggevoerd naar Duitsland, in 1952 als vermist opgegeven.DRP 7015 Bln                               |
| Hawa      | 1931     | P 7016      |             | 1942   | Verkocht aan Deutsche Reichsbahn. DRP 7016 Bln, 970                                                 |
| Hawa      | 1931     | P 7017      | P 7902      | 1964   | |
| Hawa      | 1931     | P 7018      |             | 1942   | Verkocht aan Deutsche Reichsbahn. DRP 7018 Bln, 971                                                 |
| Hawa      | 1931     | P 7019      |             | 1942   | Verkocht aan Deutsche Reichsbahn. DRP 7019 Bln, 972                                                 |
| Hawa      | 1931     | P 7020      |             | 1944   | Weggevoerd naar Duitsland, in 1952 als vermist opgegeven. DRP Dzg 7020 -> PKP Pmx 50 51 00 18 039-5 |
| Hawa      | 1931     | P 7021      | P 7903      | 1964   | |